# ヒューファノ郡 (コロラド州)

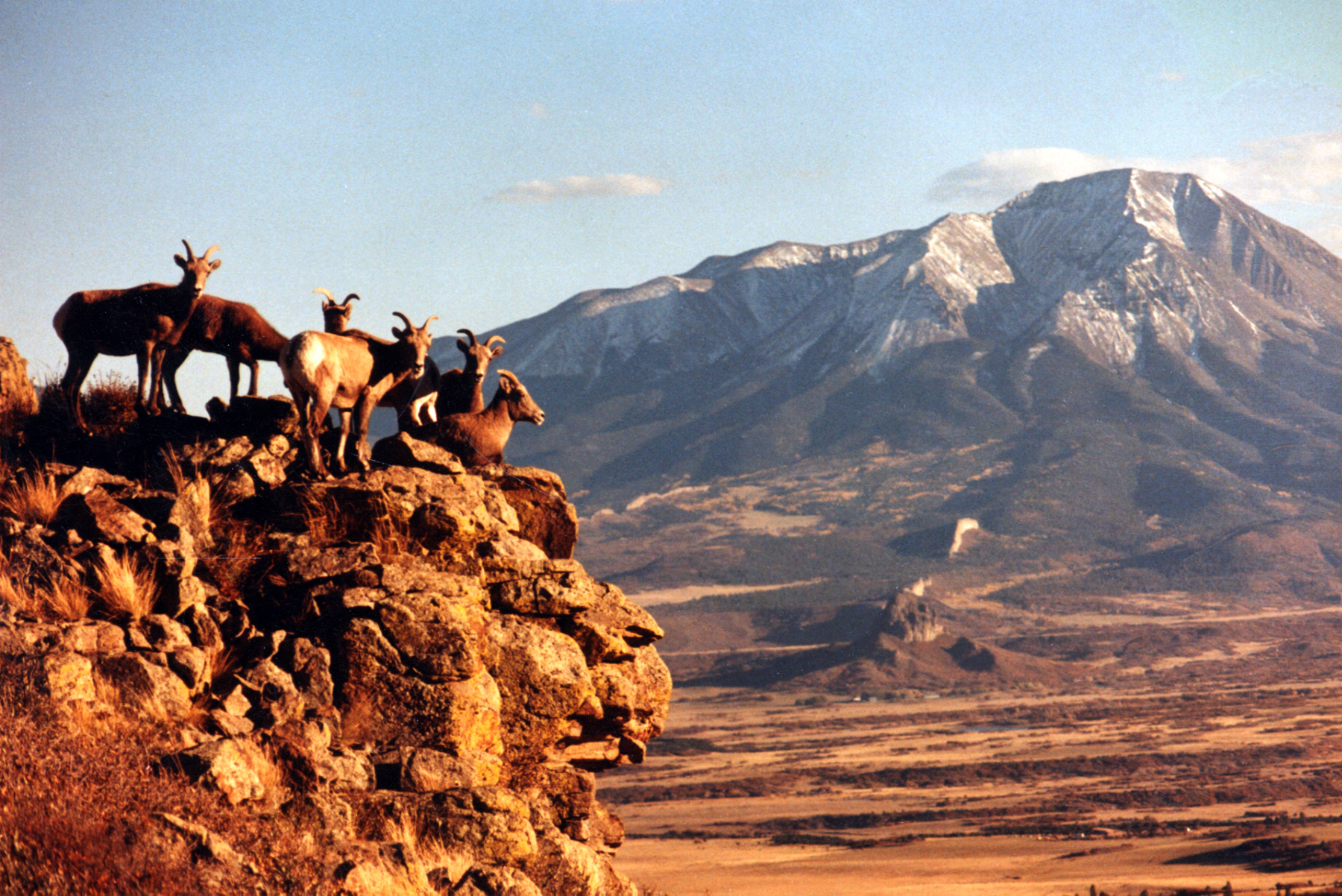
ビッグホーンの雌、後景はウェストスパニッシュ峰

ヒューファノ郡（英: Huerfano County）は、アメリカ合衆国コロラド州の南部に位置する郡である。2010年国勢調査での人口は6,711人であり、2000年の7,862人から14.6％減少した。郡庁所在地はウォルゼンバーグ市（人口3,068人）であり、同郡で人口最大かつ唯一の都市でもある。郡名はヒューファノ・ビュートから名付けられた。ヒューファノ郡は1861年11月1日にコロラド準州によって創設された最初の17郡の１つである。

## 地理
アメリカ合衆国国勢調査局に拠れば、郡域全面積は1,593.24平方マイル (4,126.5 km2)であり、このうち陸地は1,590.87平方マイル (4,120.3 km2)、水域は2.38平方マイル (6.2 km2)で水域率は0.15％である。

### 隣接する郡
- プエブロ郡 - 北東
- ラスアニマス郡 - 南東
- コスティラ郡 - 南西
- アラモサ郡 - 西
- カスター郡 - 北西
- サワチ郡 - 北西

## 人口動態
以下は2000年国勢調査による人口統計データである。
| 基礎データ - 人口: 7,862人 - 世帯数: 3,082 世帯 - 家族数: 1,920 家族 - 人口密度: 2人/km2（5人/mi2） - 住居数: 4,599軒 - 住居密度: 1軒/km2（3軒/mi2） 人種別人口構成 - 白人: 80.96% - アフリカン・アメリカン: 2.75% - ネイティブ・アメリカン: 2.70% - アジア人: 0.39% - 太平洋諸島系: 0.08% - その他の人種: 9.41% - 混血: 3.71% - ヒスパニック・ラテン系: 35.14% 年齢別人口構成 - 18歳未満: 20.9% - 18-24歳: 7.3% - 25-44歳: 27.4% - 45-64歳: 27.4% - 65歳以上: 17.0% - 年齢の中央値: 42歳 - 性比（女性100人あたり男性の人口） - 総人口: 118.8 - 18歳以上: 122.8 | 世帯と家族（対世帯数） - 18歳未満の子供がいる: 25.0% - 結婚・同居している夫婦: 48.4% - 未婚・離婚・死別女性が世帯主: 10.4% - 非家族世帯: 37.7% - 単身世帯: 32.8% - 65歳以上の老人1人暮らし: 14.1% - 平均構成人数 - 世帯: 2.25人 - 家族: 2.85人 収入と家計 - 収入の中央値 - 世帯: 25,775米ドル - 家族: 32,664米ドル - 性別 - 男性: 24,209米ドル - 女性: 21,048米ドル - 人口1人あたり収入: 15,242米ドル - 貧困線以下 - 対人口: 18.0% - 対家族数: 14.1% - 18歳未満: 23.7% - 65歳以上: 11.9% |

## 都市と町
- ウォルゼンバーグ - 郡庁所在地
- バディト
- カルメット
- クチャラ
- ファリスタ
- ガードナー
- レベータ
- ナバホランチ

## 公園、国有林と原生地

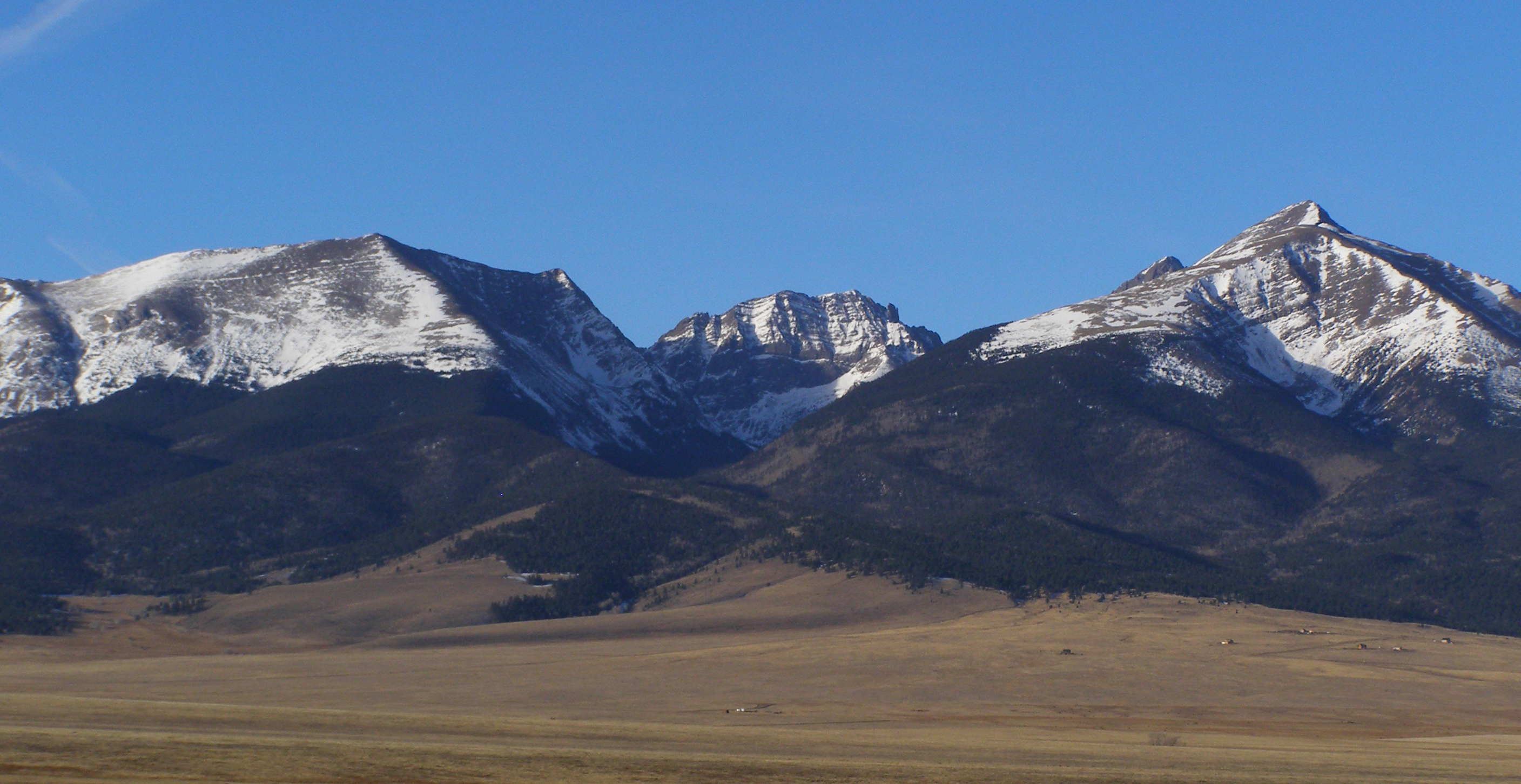
サングレ・デ・クリスト山脈東部

- グリーンホーン山原生地
- ラスロップ州立公園
- サンイザベル国立の森
- サングレ・デ・クリスト原生地
- スパニッシュピークス原生地

## 景観道路
- ハイウェイ・オブ・レジェンズ景観側道